# 元谷芙美子
元谷 芙美子（もとや ふみこ、1947年7月8日 - ）は、日本の実業家、歌手。
アパホテル株式会社代表取締役社長。
アパリゾート株式会社代表取締役社長。株式会社SHIFT社外取締役。株式会社ティーケーピー社外取締役。

## 経歴
福井県福井市出身。本人の話では「のしイカみたいにしんなりして出てきた」。未熟児として生まれ、間もなく死ぬだろうと周囲に思われていたが、なんとか生き延びる。1歳のときに福井地震で生家が倒壊したが、気絶して倒れたところに落ちてきた観音開きになった仏壇に守られて助かる。元谷はこれらの出来事から、「1歳までに2回死にかけて、すでに一生分の厄落としをしてる」と考えている。
お茶の水女子大学に進学すること、学校教員になることを夢見ていたが、父親が鉛中毒で倒れたため、福井県立藤島高等学校卒業後は福井信用金庫に就職。北陸に拠点を置く金融機関の労働組合の会合にて、小松信用金庫（現・はくさん信用金庫）に勤務していた元谷外志雄と知り合い、1970年に結婚。1971年、夫・外志雄が起業した信金開発株式会社（現・アパ株式会社）の取締役を経て、1994年、アパホテル株式会社取締役社長に就任した。
講演を行ったり、「強運」を売る「ふみこ携帯ストラップ」を作り自社ホテルで販売するなど、自社の広告塔として活動。「私が社長です」のキャッチコピー、派手な帽子とミニスカートレディーススーツの“正装”風の姿、メディアへの大量露出で有名社長となる。アパグループで販売する「アパ社長カレー」でも、その姿がパッケージに大きく印刷されている。
社長業の傍ら、長年の夢であった大学進学を決意。2001年、法政大学人間環境学部に入学、2005年卒業。法政大学在学中、秘書にノートを取らせる事が問題となり、同席しないよう指導を受けた。また、学内でホテルの優待券を配布する事もあった。早稲田大学大学院公共経営研究科に入学、2006年3月に公共経営修士（専門職）を取得、同年博士課程に進学した。2011年、博士課程を単位取得退学した。
東京国際大学客員教授。
2016年3月に、歌手として自らが作詞し歌った「能登の夜叉」でCDデビューを果たした。
2021年、ティーケーピー取締役に就任。

## 著書
- 『私が社長です。 ホテル10,000室展開を目指すアパホテル社長の天真爛漫人生』 IN通信社, 2001
- 『APAホテル社長元谷芙美子の幸せ開運術! 続・私が社長です。 全国20,000室ホテル展開を目指す』IN通信社, 2005
- 『強運 ピンチをチャンスに変える実践法』SBクリエイティブ、2017年12月16日。ISBN 978-4-7973-9342-2。

## 出演

### テレビ番組
- 芸能人が本気で考えた!ドッキリGP（フジテレビ） - 「アパゾンビ」として登場
- 生×カラ!TV（サンテレビ） - 審査員長
- 完全に詰んだイチ子はもうカリスマになるしかないの (2022年11月16日、テレビ東京) - 本人 役

### MV
- さくらシンデレラ - 「ぐるぐるワンワン」校長先生 役[10]

## その他

元谷の肖像が掲示されているアパ赤坂中央ビル（左）とアパ赤坂見附ビル（右）

- 広告付き年賀はがき - 2018年版からアパホテルの広告付きのものが東京都内で販売されている。2018年版の消印部分には元谷の顔写真が載った。

## 家族
- 夫 - 元谷外志雄は、アパグループ会長
  - 長男 - 元谷一志は、グループ統括会社のアパグループ株式会社代表取締役社長兼CEO
  - 次男 - 元谷拓は、アパグループ株式会社代表取締役専務